# Легьоново
Легьоно̀во (на полски: Legionowo) е град в Полша, Мазовско войводство. Административен център е на Легьоновски окръг. Обособен е в самостоятелна градска община с площ 13,54 км2. Част от агломерацията на столицата Варшава. Населението му възлиза на 54 041 души (2017 г.). Гъстотата е 3991 души/км2.
Селището получава градски права през 1952 г. В периода 1975 – 1998 г. е в състава на Варшавското войводство
Демографски развитие
- 1960 – 19 835 души
- 1970 – 20 836 души
- 1978 – 34 100 души
- 1988 – 50 138 души
- 2001 – 51 738 души
- 2010 – 50 726 души
- 2017 – 54 041 души

## Градове партньори
- Ковел, Украйна
- Севлиево, България
- Ржев, Русия